# 막돼먹은 영애씨 4
《막돼먹은 영애씨 4》는 tvN에서 2008년 9월 5일부터 2008년 12월 19일까지 방영했으며, 《막돼먹은 영애씨》 시리즈 중 네 번째 드라마다.

## 소개
대한민국 평균 여성 이영애의 고군분투 이야기

## 등장 인물

### 영애네 가족
- 김현숙 : 이영애(31세) 역 - 아름다운 사람들 디자이너
- 송민형 : 이귀현(60세) 역 - 아버지
- 김정하 : 김정아(55세) 역 - 어머니
- 정다혜 : 이영채(24세) 역 - 동생
- 고세원 : 김혁규 역 - 이영채의 남편

### 아름다운 사람들
- 유형관 : 유형관 역 - 사장
- 윤서현 : 윤서현(35세) 역 - 영업과장
- 정지순 : 정지순 역 - 영업대리
- 이해영 : 장동건 역 - 디자이너 과장
- 임서연 : 변지원(31세) 역 - 경리
- 최원준 : 최원준(27세) 역 - 디자이너

### 그 외
- 김혜지 : 김은실 역 - 윤서현의 아내, 미용사
- 서진
- 구본석

## 회차별 부제
| 2008년 | 2008년    | 2008년                           |
| 회차   | 방송일자  | 부제                             |
| ------ | --------- | -------------------------------- |
| 제1회  | 9월 5일   | 살 좀 빼겠다는데 왜?             |
| 제2회  | 9월 12일  | 한우 좀 보내겠다는 데 왜?        |
| 제3회  | 9월 19일  | 사랑해서 그런건데 왜?            |
| 제4회  | 9월 26일  | 남자들은 나한테만 왜?            |
| 제5회  | 10월 3일  | 사랑보단 돈 벌겠다는데 왜?       |
| 제6회  | 10월 10일 | 골드미스 좀 돼보겠다는데 왜?     |
| 제7회  | 10월 17일 | 집 샀는데 개털인건 왜?           |
| 제8회  | 10월 24일 | 닥치고 사라는데 왜?              |
| 제9회  | 10월 31일 | 10월 마지막엔 왜 맨날 그 노랜데? |
| 제10회 | 11월 7일  | 월급이나 더 달라는데 왜?         |
| 제11회 | 11월 14일 | 보험 없이 살겠다는데 왜?         |
| 제12회 | 11월 21일 | 머리보다 심장이 반응하는 건 왜?  |
| 제13회 | 11월 28일 | 짝사랑이 체질이라는데 왜?        |
| 제14회 | 12월 5일  | 희망고문이라도 좋다는데 왜?      |
| 제15회 | 12월 12일 | 장녀로 태어난 게 왜?             |
| 제16회 | 12월 19일 | 크리스마스, 다를 줄 알았는데 왜? |